# Izlivi (budizam)
Asava (pali: Āsava, sanskrit: Āśrava) je budistički pojam koji znači mentalne izlive. Um je vezan, sputan ovim izlivima kojih se treba osloboditi. 
Ovi moždani izlivi neprestano zagađuju um uživanjem (kama), bivanjem (bhava), gledištima (ditthi) i neznanjem (avijja). Rešiti se "izliva" znači oslobođenje.
U standardnoj formuli (uz neke varijacije), izlivi strasti su obično svedeni na tri: požudu (pozitivnu strast), mržnju (negativnu strast) i zabludu (metafizičku strast). Pročišćenje i prestanak tih "izliva" jednako je postignuću "utrnuća" ili nirvane.
Srodan budistički pojam je nečistoća.

## Etimologija
Reč asava doslovno znači 'izlivi'. Sanskritski pojam aśrava je nastao iz korena sru, u značenju teći (uporedi engl. stream)

## Budino učenje
Ja tvrdim, prosjaci, da izljeve strasti može da dokonča samo onaj ko ih upozna i prozre, a ne onaj ko ne može da ih upozna i prozre. A kako, prosjaci, može da dokonča izljeve strasti onaj ko ih upozna i prozre? (Najprije treba da shvati: ) "Ovo je tjelesni lik; ovo mu je nastanak; ovo mu je prestanak".— Buda
Prema pali kanonu, četiri su moždana „izliva“ što čoveka vuku u neznanje:
- izlivi strasti, uživanja (kamasavo),
- izlivi bivanja, želje za postojanjem (bhavasavo),
- izlivi gledišta (ditthasavo),
- izlivi neznanja (avijjasavo).

Ove četiri nečistoće „teku“ iz uma i daju pokretačku snagu točku rađanja i smrti.